# Коросно (Бещадський повіт)
Коро́сно (також Коро́стенко, пол. Krościenko) — колишнє бойківське село в Польщі, у гміні Устрики-Долішні Бещадського повіту Підкарпатського воєводства.
Населення — 585 осіб (2011).

## Географія
У селі річка Стебник впадає у річку Стрвяж.

## Історія
В XIV ст. село в долині річки Стривігор заклав Грицько Розпутовський на волоському праві. В 1498 р. власником села був Микола Зборовський, далі — Мнішеки, Шидловські. Входило до Перемишльської землі Руського воєводства.
Після поділу Речі Посполитої село перейшло до державної власності Австро-Угорської монархії. З 1784 до 1940 на території села існувала німецька колонія Оберсдорф.
В 1872 р. в селі збудовані колія і станція Першої угорсько-галицької залізниці.
У 1880 році село належало до Добромильського повіту провінції Королівство Галичини та Володимирії, у селі налічувалось 1039 мешканців (більшість греко-католиків за винятком 61 римо-католика і 108 юдеїв), а в колонії Оберсдорф налічувалося 100 мешканців (самі німці).
13 грудня 1918 р. через село пройшов фронт польсько-української війни.
У 1919—1939 рр. входило до ґміни Кросьцєнко Добромильського повіту Львівського воєводства. В 1939 році в селі проживало 2120 мешканців, з них 1560 українців-грекокатоликів, 260 поляків, 260 євреїв і 40 німців (зростання числа поляків і євреїв з 1880 р. за рахунок приїзду працівників тартака), а в колонії Оберсдорф — 140 мешканців, з них 10 українців-грекокатоликів, 10 поляків, 10 євреїв і 110 німців.
25 листопада 1938 р. розпорядженням міністра внутрішніх справ Польщі Оберсдорф перейменовано на Вижне. У 1940 р. німців  виселили до Ватерґав за програмою Додому в Рейх.
З 1940 по 1951 рік місцевість належала до Хирівського району Дрогобицької області УРСР. У 1951 році після обміну територіями всі жителі (457 родин, 1815 осіб) були виселені в колгоспи Будьонівського району Донецької області: 122 родини — колгосп ім. Хрущова, 115 — ім. Кірова, 123 — ім. РСЧА..
У 1975—1998 роках село належало до Кросненського воєводства.

## Демографія
Демографічна структура станом на 31 березня 2011 року:
|          | Загалом | Допрацездатний вік | Працездатний вік | Постпрацездатний вік |
| -------- | ------- | ------------------ | ---------------- | -------------------- |
| Чоловіки | 286     | 71                 | 193              | 22                   |
| Жінки    | 299     | 72                 | 179              | 48                   |
| Разом    | 585     | 143                | 372              | 70                   |

## Пам'ятки

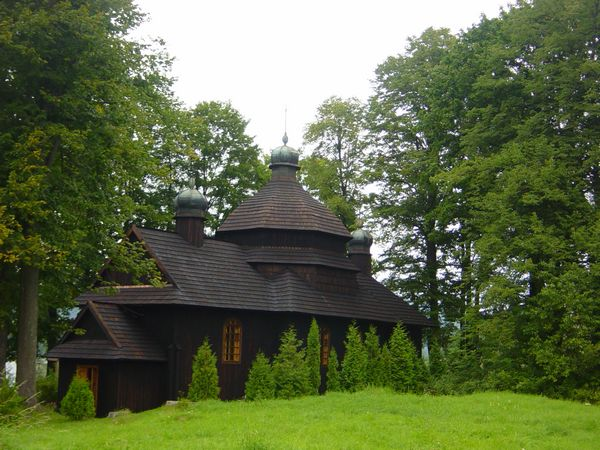
Церква

- Дерев'яна греко-католицька церква Різдва Богоматері кінця 1799 р. і дзвіниця XIX ст. Церква була парафіяльною, парафія належала до Устрицького деканату Перемишльської єпархії УГКЦ.[7] Після виселення українців перетворена на костел. Церкву внесено до загальнодержавного реєстру пам'ятників історії[8].